# Grote iora
De grote iora (Aegithina lafresnayei) is een zangvogel uit de familie Aegithinidae (iora's). Deze vogel is genoemd naar de Franse ornitholoog Frédéric de Lafresnaye.

## Verspreiding en leefgebied
Deze soort komt voor in Zuidoost-Azië en telt drie ondersoorten:
- A. l. innotata: van zuidelijk Myanmar en zuidelijk China tot noordelijk Malakka, zuidelijk Laos en centraal Vietnam.
- A. l. xanthotis: Cambodja en zuidelijk Vietnam.
- A. l. lafresnayei: zuidelijk Thailand en Malakka.

## Status
De grootte van de populatie is niet gekwantificeerd maar de soort wordt omschreven als doorgaans schaars en alleen plaatselijk algemeen. Op de Rode lijst van de IUCN heeft deze soort de status niet bedreigd.